# Dorstenia milaneziana
Dorstenia milaneziana är en mullbärsväxtart som beskrevs av Carauta, Valente och Sucre. Dorstenia milaneziana ingår i släktet Dorstenia och familjen mullbärsväxter. Inga underarter finns listade i Catalogue of Life.